# Taberina
Taberina es un género de foraminífero bentónico de la subfamilia Praerhapydionininae, de la familia Soritidae, de la superfamilia Soritoidea, del suborden Miliolina y del orden Miliolida. Su especie tipo es Taberina cubana. Su rango cronoestratigráfico abarca el Daniense (Paleoceno inferior).

## Clasificación
Taberina incluye a las siguientes especies:
- Taberina bingistani †
- Taberina cubana †
- Taberina daviesi †